# Cristo Crucificado (Velázquez)
Cristo Crucificado é uma pintura de 1632 de Diego Velázquez representando a crucificação de Jesus. A obra, pintada a óleo sobre tela, mede 249 × 170 cm e pertence ao Museu do Prado.

## Descrição
Cristo tem os dois braços desenhados uma curva sutil, em vez de formar um triângulo. A tanga é pintada bem pequena, mostrando assim o corpo nu o máximo possível. A cabeça mostra uma auréola estreita, como se viesse da própria figura; o rosto está apoiado no peito, mostrando apenas o suficiente de suas características. Os cabelos longos e lisos cobrem grande parte do rosto, talvez prenunciando a morte, já infligida como mostra a ferida do lado direito. Faltam-lhe as qualidades dramáticas características da pintura barroca. A influência da pintura classicista é mostrada pela postura calma do corpo, pelo rosto idealizado e pela cabeça inclinada. Por outro lado, a influência do Caravaggismo pode ser vista no forte chiaroscuro entre o fundo e o corpo, e no forte relâmpago artificial sobre a cruz. O uso de luz e sombra por Velázquez cria a ideia de que o sujeito está se levantando das trevas, quase como se o corpo de Cristo estivesse emanando luz. O corpo anatomicamente proporcionado, apoiado por dois pés abertos separados, cria uma impressão de Cristo mais repousado do que morto.